# Горная Киликия
Горная Киликия (арм. Լեռնային Կիլիկիա) или Западная Киликия (арм. Արևմտյան Կիլիկիա) — западная часть Киликийской Армении, имевшая гористый рельеф и густые леса. В отличие от восточной части, Западная Киликия не имела хороших гаваней. Здесь нет таких высоких гор, как на северо-востоке, но местность очень скалиста и камениста, в связи с чем греки и назвали Горную Киликию «Трахиобрис», а римляне — лат. Cilicia Trachea.
Горная Киликия покрыта большей частью лесами. В древности Киликия снабжала Египет и Сирию лесоматериалом. Через этот регион испокон веков проходила великая магистраль международной торговли между Западом и Востоком.